# رودلف كرامر
رودلف كرامر (بالألمانية: Rudolf Kramer)‏ هو دراج نمساوي، ولد في 17 يناير 1886 في فيينا في النمسا، وتوفي في 24 نوفمبر 1904.

## وصلات خارجية
- رودلف كرامر على موقع أرشيف الدراجات (الإنجليزية)
- رودلف كرامر على موقع إحصائيات الدراجات الإحترافية (الإنجليزية)
- رودلف كرامر على موقع أوليمبيديا (الإنجليزية)